# Graanbeurs
De Graanbeurs is een gemeentelijk monument aan de Grote Kerkstraat in de binnenstad van de Nederlandse plaats Venlo.

## Geschiedenis
Rond 1900 werd het gebouw opgetrokken, vermoedelijk naar het ontwerp van architect Henri Seelen. De kelder stamt uit een eerdere periode.

## Bouwwerk
Het pand kent twee bouwlagen die zijn afgedekt met een schilddak. De entree wordt gekenmerkt door twee Korinthische zuilvormen, die ook op de hoeken van het pand terugkomen.
Het gebruikte materiaal bestaat uit een pleisterwerk van een okergele tint, met daartussen helrode baksteen. Het dak is belegd met holle pannen; de dakkapel is belegd met dakleien. Op het dak prijken twee pironnen.